# Imma protocrossa
Imma protocrossa är en fjärilsart som beskrevs av Edward Meyrick 1909. Imma protocrossa ingår i släktet Imma och familjen Immidae. Inga underarter finns listade i Catalogue of Life.